# Брук, Любовь Александровна
Любовь Александровна Брук (1926—1996) — советская пианистка, музыкальный педагог.
Выпускница Ленинградской консерватории им. Н. А. Римского-Корсакова. Обучалась у С. И. Савшинского.
На протяжении четверти века выступала в дуэте с мужем Марком Таймановым.
Во время Великой Отечественной войны проживала в Ташкенте, где окончила школу. После окончания войны вернулась в Ленинград, там же получила диплом об окончании консерватории.
В рамках фестиваля организовала международный детский конкурс фортепианных дуэтов «Брат и сестра», который с 1998 года носит её имя.
Сын — Игорь Тайманов (1947). С ним выступала в дуэте с 1973 по 1996 год.